# خفش
الجَهَرُ أو الخَفَشُ أو العَمَى النَّهَارِيّ (بالإنجليزية: hemeralopia)‏ هو عدم القدرة على الرؤية بوضوح في النهار أو في إضاءة ساطعة.
تعرف المشكلة العكسية، وهي عدم القدرة على الرؤية بوضوح في الليل أو في الإضاءة الخافتة، بالعَشَى.